# Viking Palm
Bror Viking Palm, född 13 oktober 1923 i Östra Broby i Skåne, död 15 januari 2009 i Täby, var en svensk brandman och brottare av världsklass.
Palm började sin brottarbana på allvar som sjuttonåring i sin hemort. Efter tre år flyttade han till Västervik där han började att i allt större omfattning ägna sig åt fristilsbrottningen. Han stannade i Västervik till 1949 då han flyttade till Stockholm. Efter endast ett år flyttade han till Malmö, där han tävlade för klubben GAK Enighet. Därefter representerade han Eslövs AI i Eslöv. 
Palm avled den 19 januari 2009. Han är den första och enda svenska OS-hjälten som har fått en klubb uppkallad efter sig.

## Meriter
- OS: Guld 1952, 4:e plac 1960 – förlorade bronsmedaljen efter vägning mot ryssen Aleksandr.
- VM: Silver 1949, 1951; Brons 1954
- EM: Silver 1949
- SM: 10 gånger